# 까마우성
까마우성(베트남어: Tỉnh Cà Mau / 省歌毛)은 베트남의 지방 자치체로 성도인 까마우시를 따서 이름 지었다. 베트남의 남쪽 메콩강 삼각주 지역에 자리잡고 있으며, 34개의 성 중에서 최남단에 위치한 성이다.

## 지명
까마우라는 이름은 베트남인이 도착하기 전에 이 지역에 살고 있던 크메르인들로부터 유래되었으며, Cà Mau는 크메르어에서 "검은 색"을 의미한다. 이 지방에 대한 크메르어 이름은 Teuk Khmao으로 "검은 물"을 의미한다.

## 지리
북쪽으로 끼엔장 성과 박리에우 성을 접하고 있으며, 서쪽으로는 타이 만, 그리고 남쪽과 동쪽은 남중국해에 접하고 있다. ‘까마우’라는 말은 크메르어에서 왔으며, 이전에 베트남에 도착하여 이곳에 살았던 크메르인들을 부르던 말로, 까마우(성가)는 크메르어로 '검다'를 뜻한다.

## 행정 구역
2개의 시와 13개의 현으로 나뉜다.

### 시
- 까마우시 (Cà Mau, 歌毛)
- 박리에우 시 (Bạc Liêu / 北遼)

### 현
- 까이느억현 (Huyện Cái Nước, 丐渃縣)
- 덤저이현 (Huyện Đầm Dơi, 潭猚縣)
- 동하이현 (Đông Hải / 東海)
- 남깐현 (Huyện Năm Căn, 𠄼根縣)
- 응옥히엔현 (Huyện Ngọc Hiển,玉顯縣)
- 푸떤현 (Huyện Phú Tân, 富新縣)
- 터이빈현 (Huyện Thới Bình, 太平縣)
- 쩐반터이현 (Huyện Trần Văn Thời, 陳文時縣)
- 우민현 (Huyện U Minh, 幽溟縣)
- 호아빈현 (Hòa Binh / 和平)
- 홍전현 (Hồng Dân / 洪民)
- 프억롱현 (Phước Long / 福隆)
- 빈러이현 (Vĩnh Lợi / 永利)

## 경제
삼면이 바다로 둘러싸여 있기 때문에, 어업이 가장 중요한 산업이다. 또한, 광범위한 수로망은 높은 농업 생산성을 지원하는 것과 더불어 주요 교통로로 이용되기도 한다. 우민(U Minh) 생태보호구역과, 베트남 최남단인 무이 까마우(Mui Ca Mau)가 자리잡고 있어 인기있는 관광지이기도 하다. 무이까마우 국립공원이 무이 까마우에 위치한다.

## 인구 통계
2019년 4월 1일 기준으로, 까마우성의 인구는 1,194,476명에 달했고, 인구밀도는 232명/km2에 달했다. 특히 도시 인구는 거의 271,046명에 달해 성 인구의 22.7%를 차지했으며 농촌 인구는 923,430명으로 전체 인구의 77.3%를 차지했다.
베트남 통계청에 따르면 2019년 4월 1일 현재 까마우성 전체는 19개의 민족과 외국인이 살고 있다. 킨족이 1,167,765명, 크메르족이 29,845명, 중국인이 8,911명, 나머지는 따이족, 타이족, 참족, 므엉족과 같은 다른 민족들이다.
종교에 대하여, 2019년 4월 1일 현재 까마우성의 전 지방, 11개의 다른 종교가 있으며, 특히 불교는 62,678명, 까오다이교는 53 992명, 가톨릭은 24,226명이다. 개신교와 같은 다른 종교는 1,634명, 베트남 순토 불교는 1,114명, 호아하오교는 591명, 이슬람교도들은 109명, 4적 히에우응이어는 32명, 민스도는 16명, 부선끼흐엉도는 3명, 나머지 바하이 신앙은 2명이다.

## 같이 보기
- 메콩강 삼각주

## 갤러리

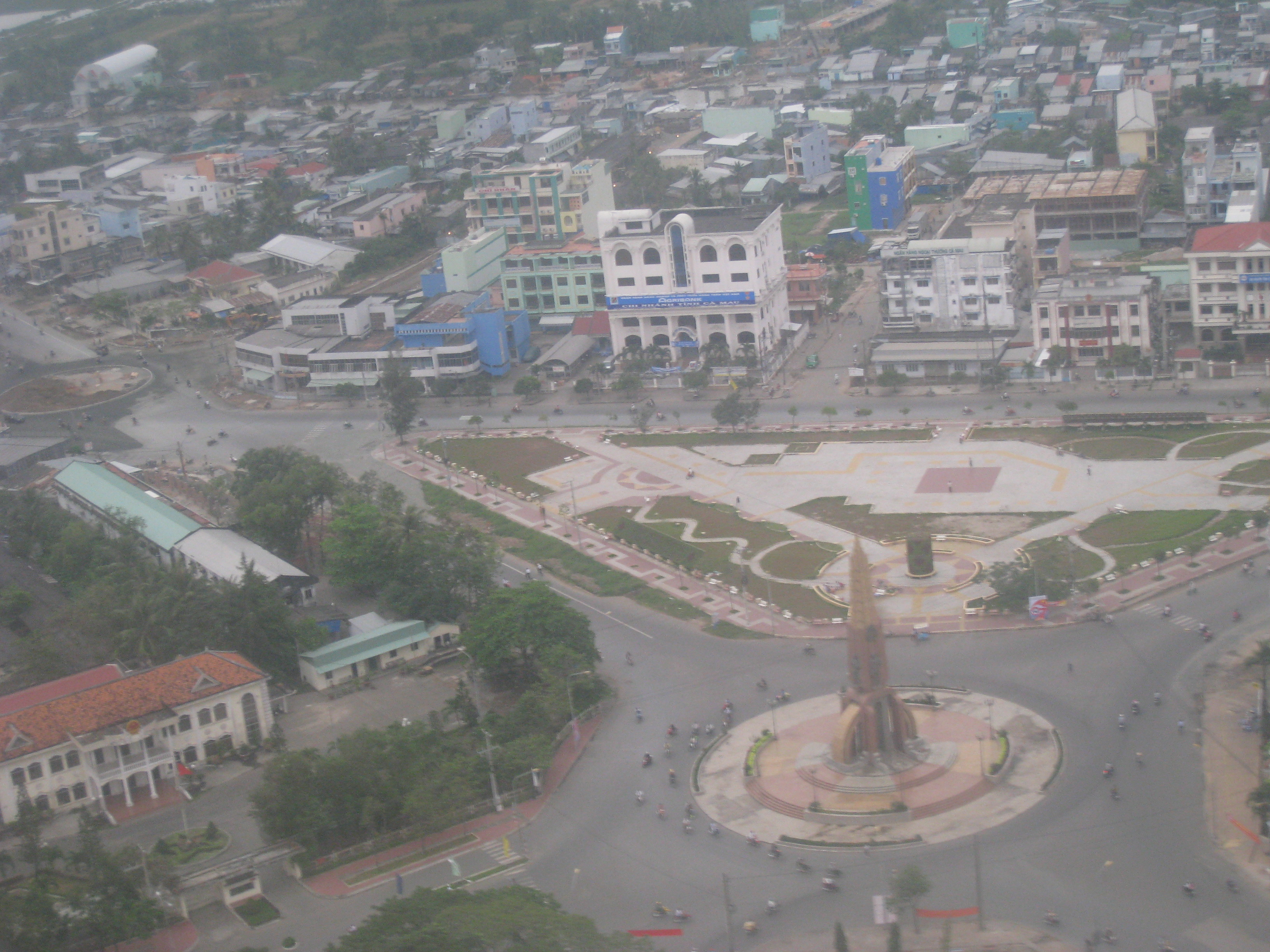
까마우시
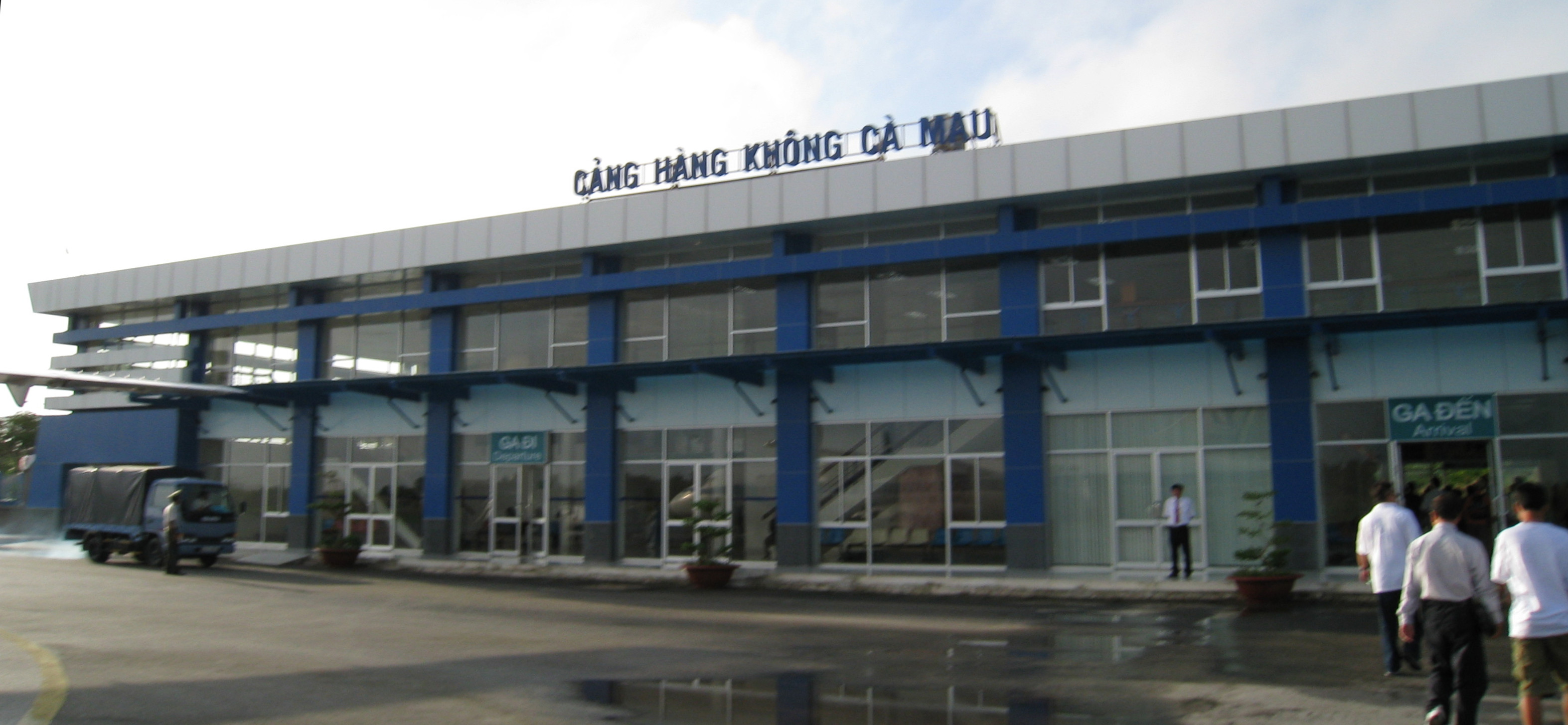
까마우 공항 터미널
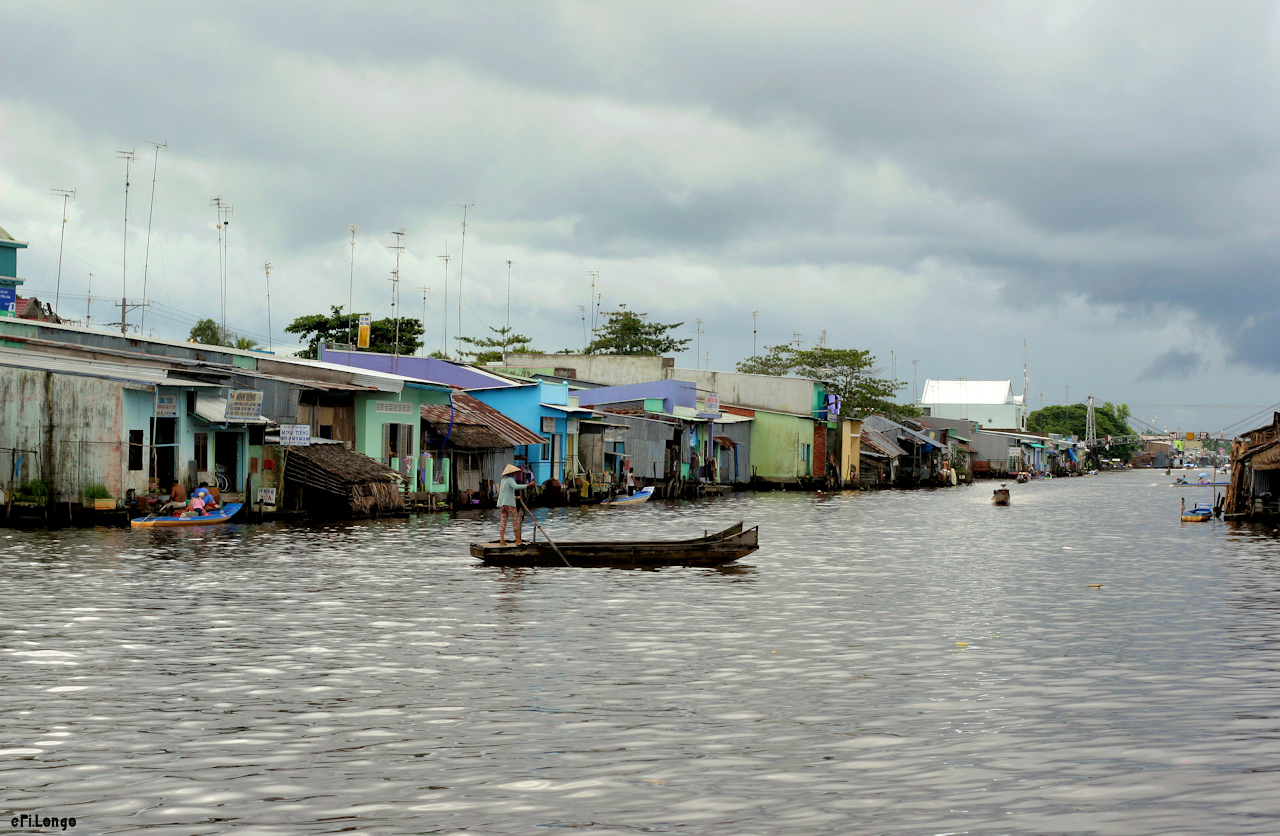
박리에우를 통과하는 쌍 운하
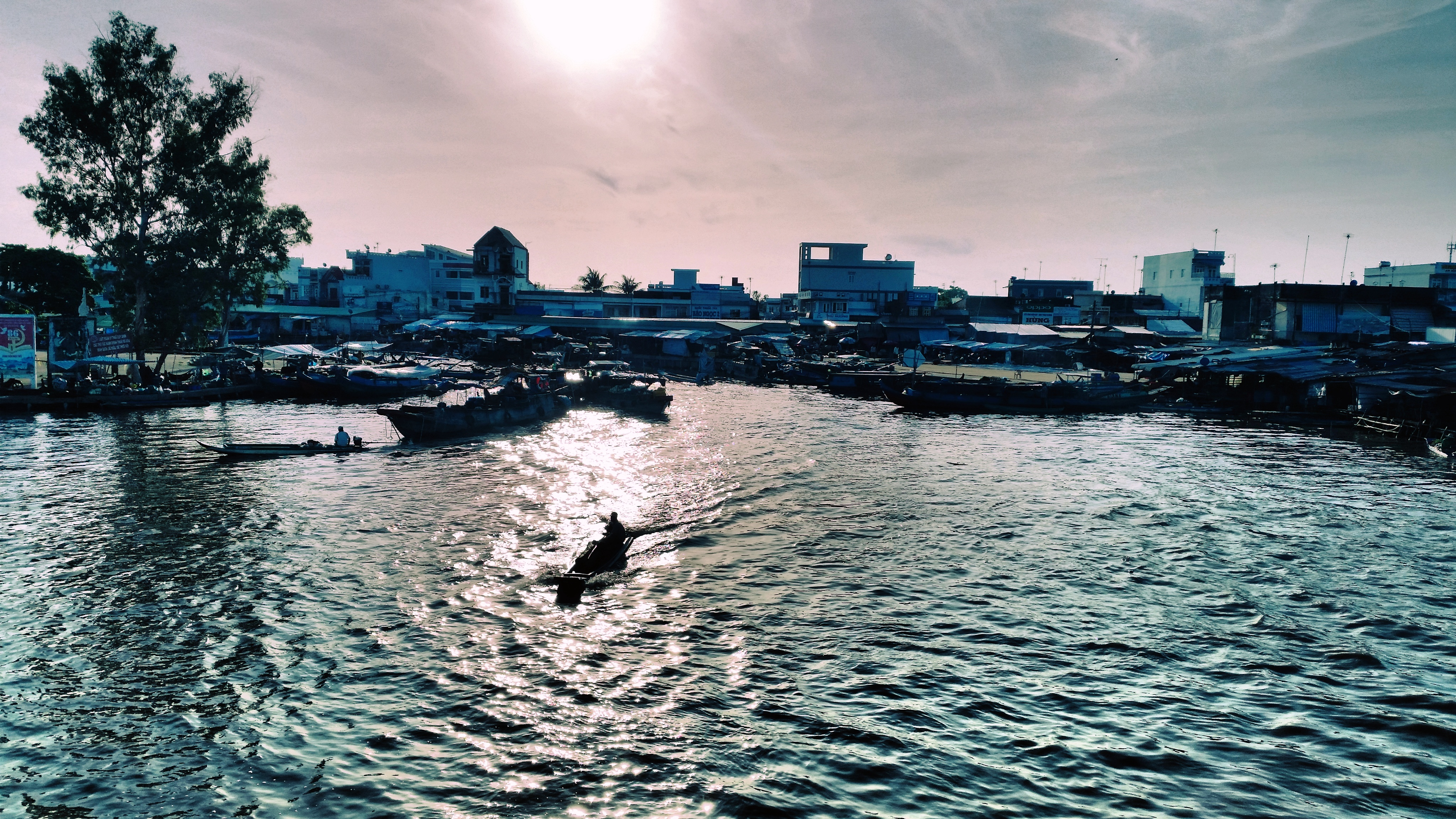
까이느억 시장
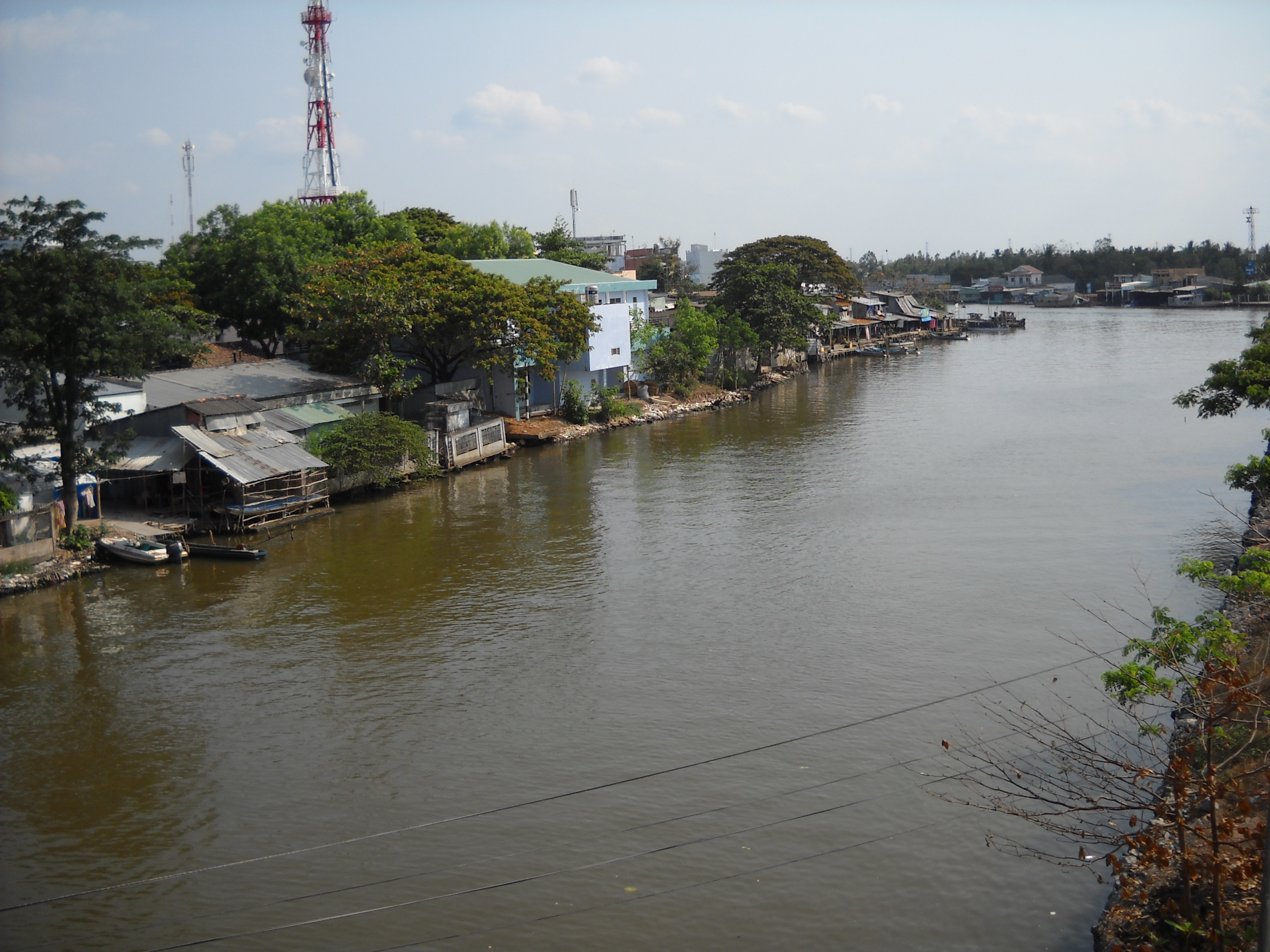
트이빈 시진
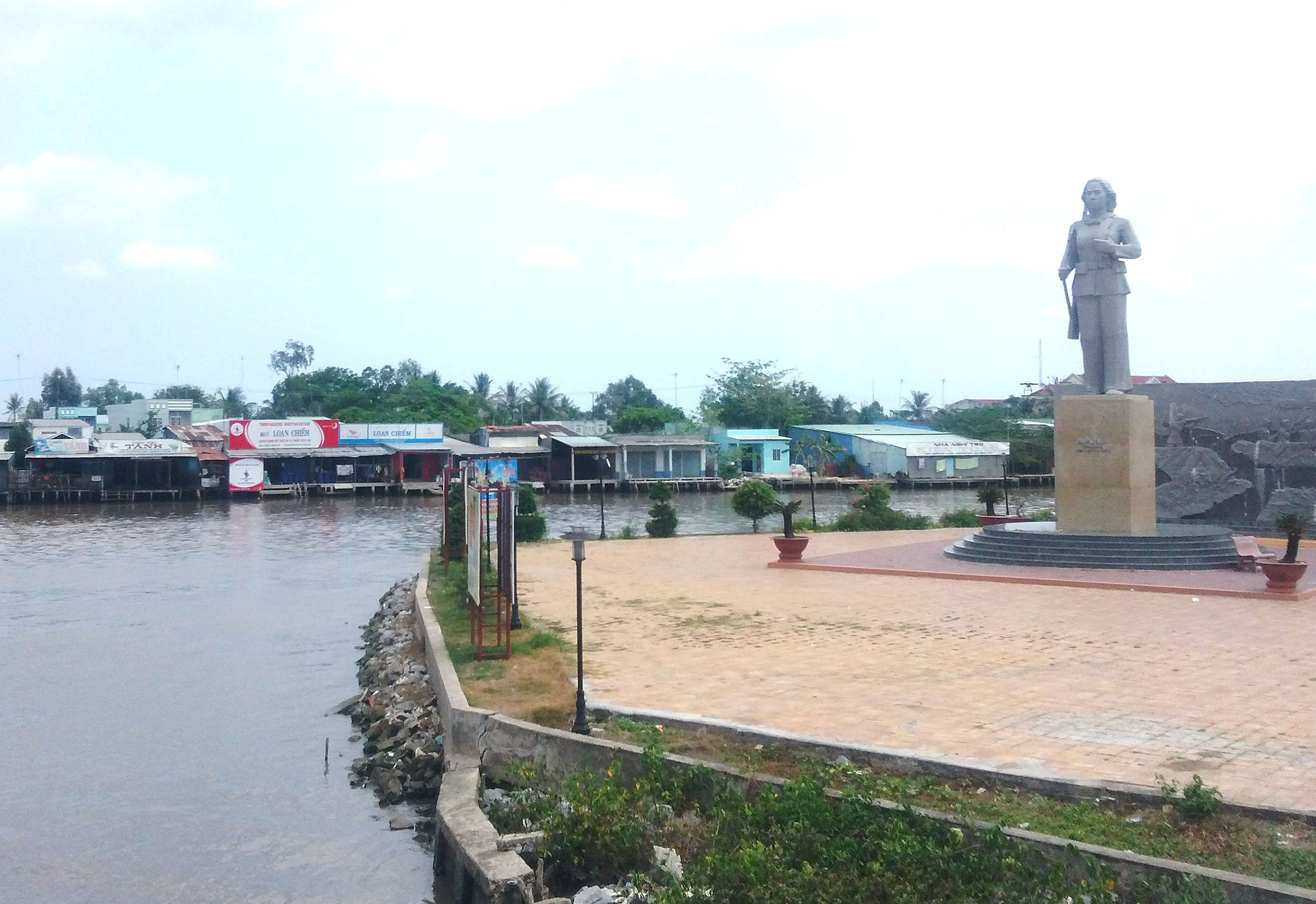
덤저이 시진
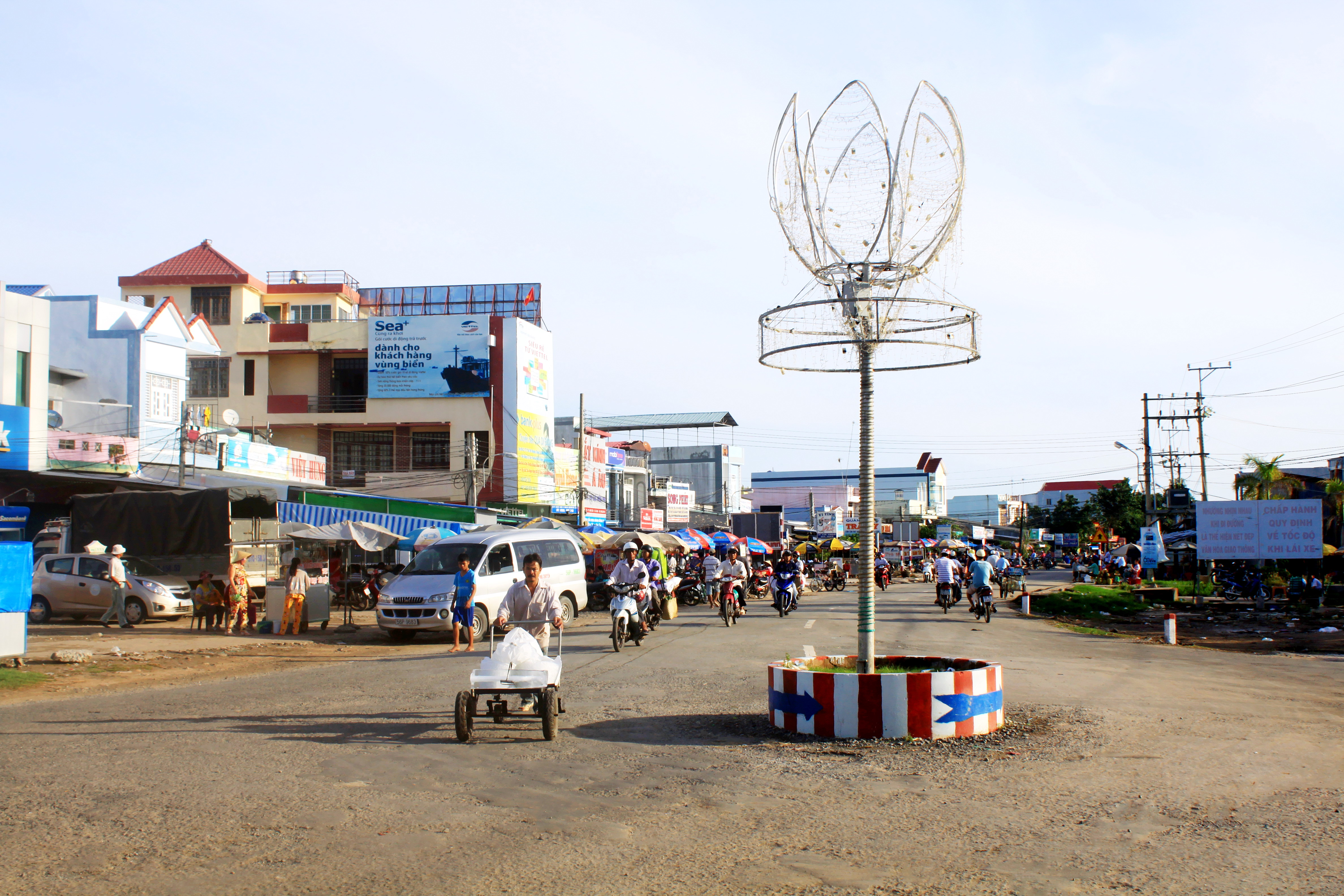
남깐 시진
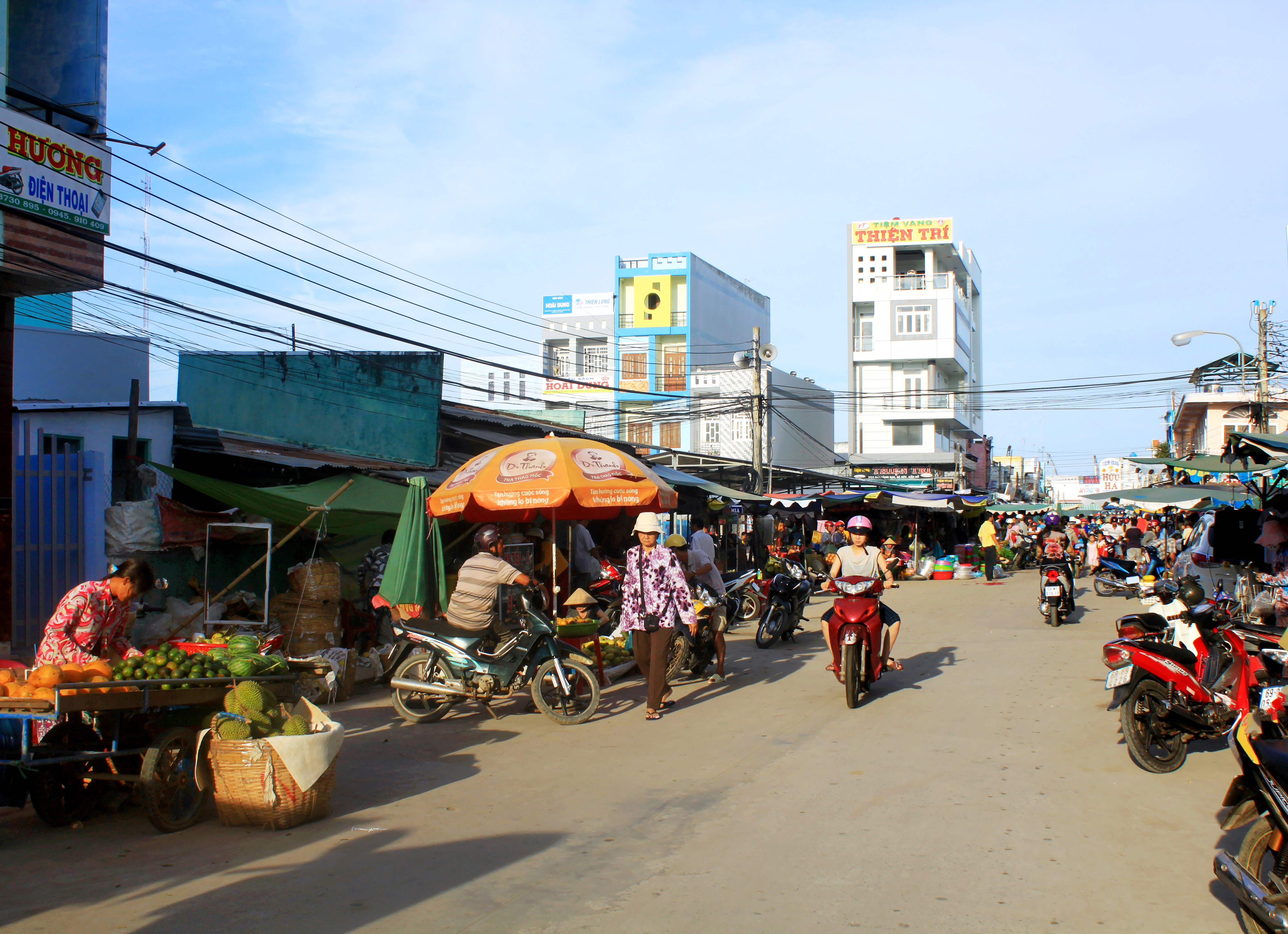
남깐 시장
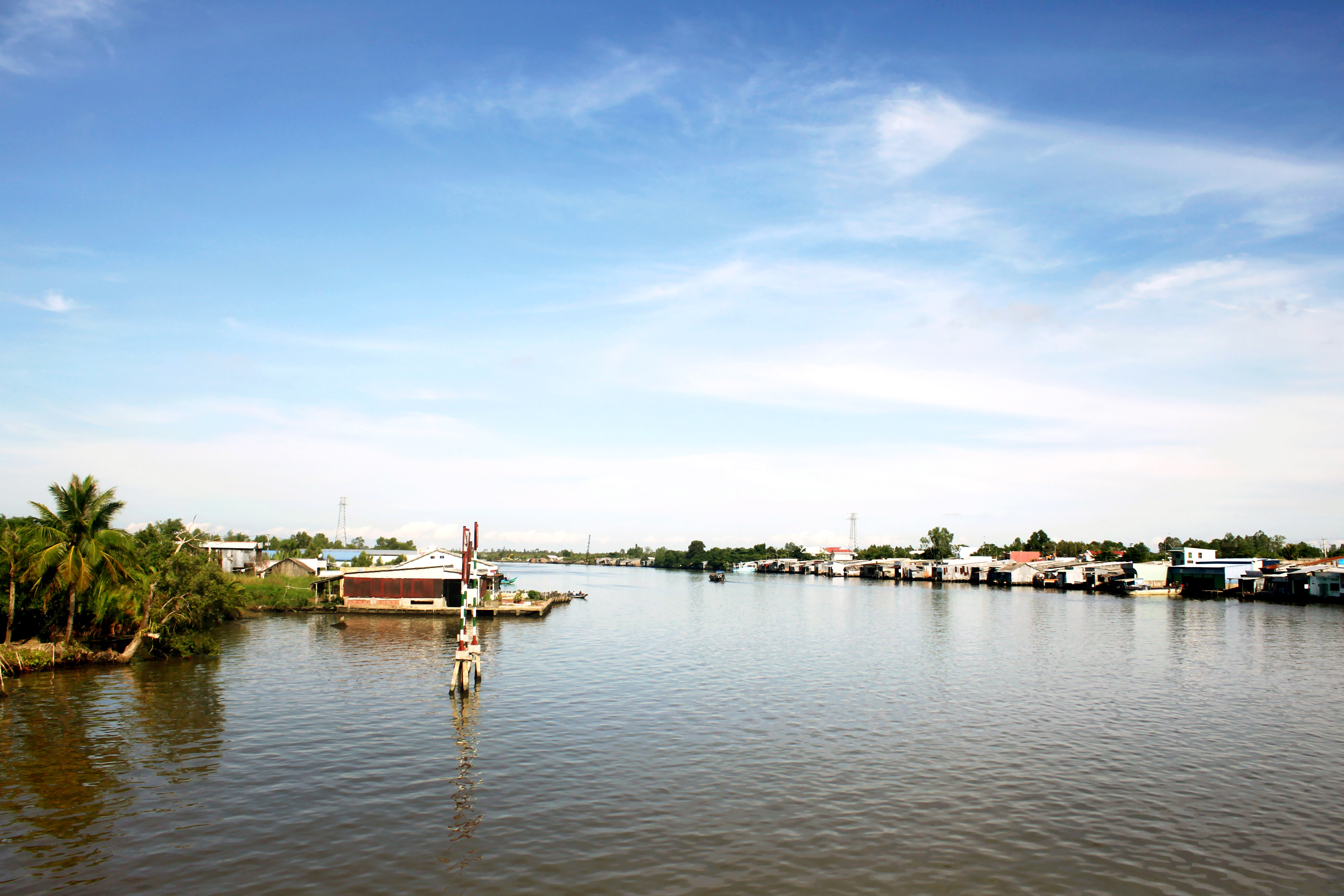
송독 시진
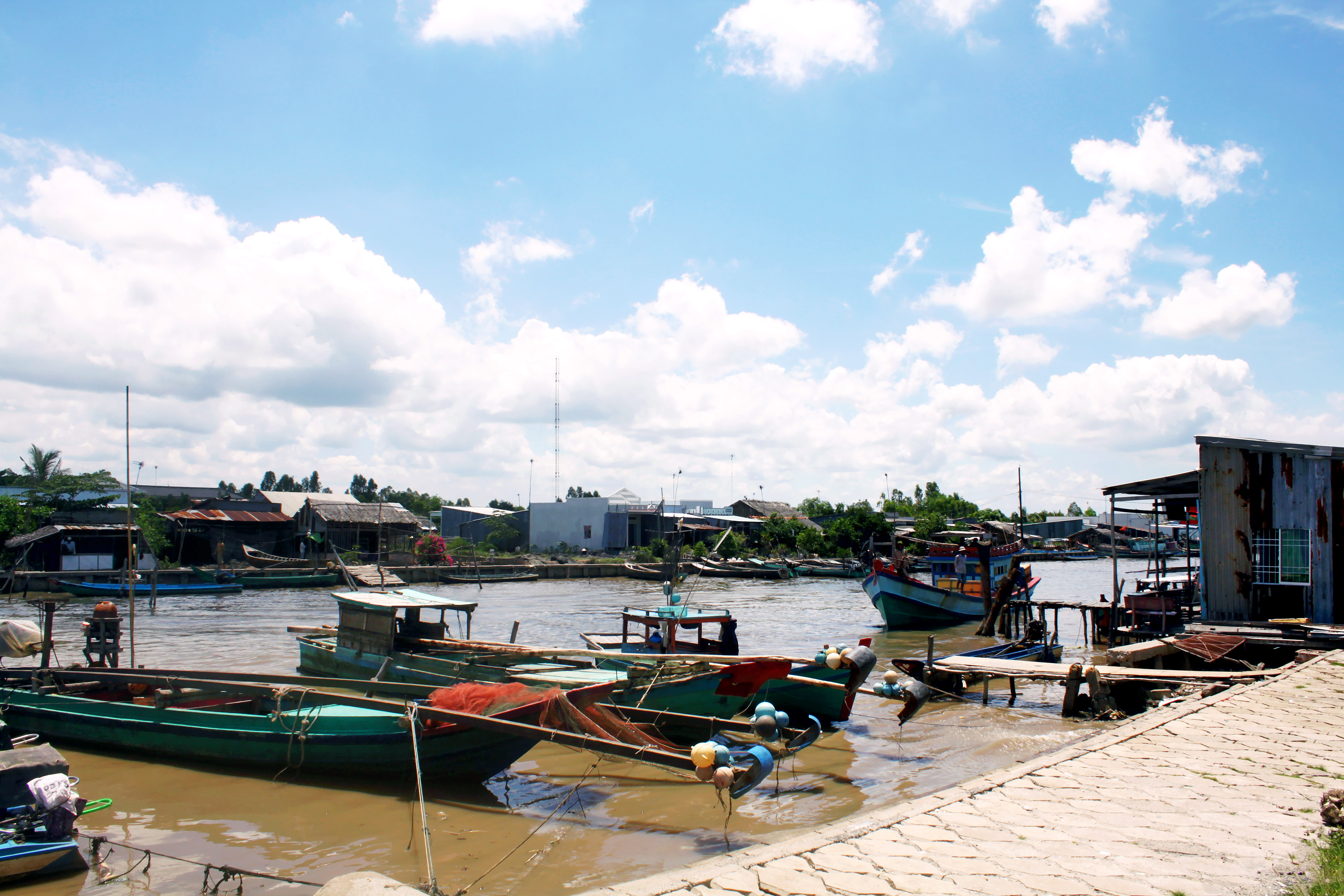
다박 마을
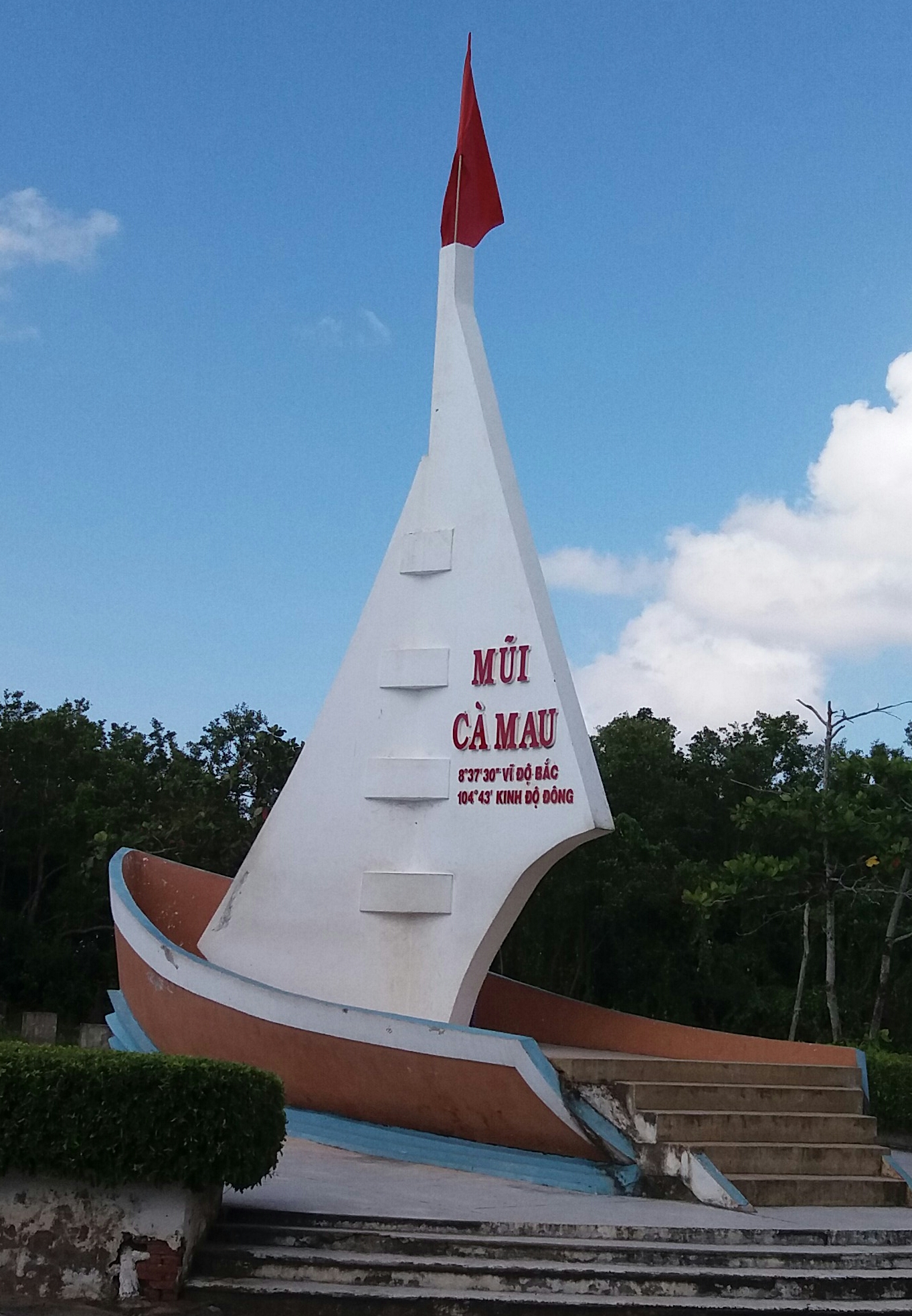
까마우만 기념비